# Awake (album, Godsmack)
Awake je druhé studiové album od americké heavy metalové formace Godsmack, vydané 31. října 2000. Deska obsahuje píseň „Goin' Down“, která figurovala na první nahrávce od Godsmack, All Wound Up. Na tracklistu Awake se také nacházejí songy dříve určené pro debutové album Godsmack, ale místo našly až na tomto CD. Jsou to: „Bad Magick“ a „Vampires“.
Awake obsadilo 5. místo Billboard 200 s 256 000 prodanými kusy v prvním týdnu a ve Spojených státech je certifikováno jako 2× platinové (2 000 000+).
Z desky pochází celkem tři singly: „Awake“, „Greed“ a „Bad Magick“. Největší úspěch má píseň „Awake“, která prorazila na první místo americké Hot Mainstream Rock Tracks (hitparáda pro nejúspěšnější rock/metalové písně). Navíc Godsmack obdrželi nominaci Grammy za instrumentální píseň „Vampires“.

## Seznam skladeb
1. „Sick of Life“ – 3:52
2. „Awake“ – 5:04 (videoklip)
3. „Greed“ – 3:28 (videoklip)
4. „Bad Magick“ – 4:14
5. „Goin' Down“ – 3:22
6. „Mistakes“ – 5:58
7. „Trippin'“ – 4:55
8. „Forgive Me“ – 4:19
9. „Vampires“ – 3:45
10. „The Journey“ – 0:49
11. „Spiral“ – 5:34

### Bonusové tracky pro Japonsko
1. „Why“ – 3:15
2. „Sweet Leaf“ – 4:55

## Hitparády
Album – Billboard (Severní Amerika)
| Rok  | Hitparáda           | Pozice |
| ---- | ------------------- | ------ |
| 2000 | Billboard 200       | 5      |
| 2000 | Top Canadian Albums | 9      |

Singly – Billboard (Severní Amerika)
| Rok  | Singl        | Hitparáda              | Pozice |
| ---- | ------------ | ---------------------- | ------ |
| 2000 | „Awake“      | Mainstream Rock Tracks | 1      |
| 2000 | „Awake“      | Modern Rock Tracks     | 6      |
| 2001 | „Bad Magick“ | Mainstream Rock Tracks | 12     |
| 2001 | „Bad Magick“ | Modern Rock Tracks     | 28     |
| 2001 | „Greed“      | Mainstream Rock Tracks | 3      |
| 2001 | „Greed“      | Modern Rock Tracks     | 28     |

## Obsazení
Godsmack
- Sully Erna – zpěv, rytmická kytara, bicí, harmonika, produkce
- Tony Rombola – vedoucí kytara, vokály v pozadí
- Robbie Merrill – basa
- Tommy Stewart – bicí

Produkce
- Cousin Mike – vedoucí
- Ted Jensen – mastering